# Кваджалейн
Атол Кваджалейн (Меншикова, англ. Kwajalein [ˈkwɑːdʒəlɪn]; марш. Kuwajleen МФА: [kʷuwɑzʲ(ɛ)lʲɛːnʲ]) — атол з 97 островів у Тихому океані, у складі ланцюга Ралік (Маршаллові Острови). Площа сухопутної частини становить 16,4 км², а лагуна має площу 2174 км² (найбільша лагуна у світі).
Місце розташування військово-повітряної та військово-морської баз США: місцеві мешканці (з Маршаллових островів) та громадяни інших країн отримують особливий дозвіл від армії США на проживання. Всього на атолі живе близько 13 500 громадян Маршаллових островів, переважно — на острові Ібай (Ебейе). На його рифах 22 грудня 1946 після 3-х ядерних випробувань перекинувся й затонув останній з німецьких важких крейсерів Принц Ойген.

## Географія
Острів Кваджалейн є найпівденнішим і найбільшим серед островів атола Кваджалейн. Північний, і другий за величиною, острів Руа-Намюр.
Температура води — 27 °C (81 °F) градусів. Прозорість води — до 30 м.

### Клімат
Атол знаходиться у зоні, котра характеризується вологим тропічним кліматом.
| Клімат Кваджалейна      | Клімат Кваджалейна | Клімат Кваджалейна | Клімат Кваджалейна | Клімат Кваджалейна | Клімат Кваджалейна | Клімат Кваджалейна | Клімат Кваджалейна | Клімат Кваджалейна | Клімат Кваджалейна | Клімат Кваджалейна | Клімат Кваджалейна | Клімат Кваджалейна | Клімат Кваджалейна |
| Показник                | Січ.               | Лют.               | Бер.               | Квіт.              | Трав.              | Черв.              | Лип.               | Серп.              | Вер.               | Жовт.              | Лист.              | Груд.              | Рік                |
| Абсолютний максимум, °C | 32,2               | 32,2               | 32,2               | 32,2               | 32,8               | 32,2               | 32,8               | 32,8               | 33,3               | 33,3               | 32,8               | 31,7               | 33,3               |
| Середній максимум, °C   | 29,7               | 29,9               | 29,9               | 30,2               | 30,3               | 30,2               | 30,3               | 30,6               | 30,6               | 30,5               | 30,2               | 29,8               | 30,2               |
| Середня температура, °C | 27,5               | 27,6               | 27,6               | 27,9               | 27,9               | 27,9               | 27,8               | 28                 | 28,1               | 28                 | 27,8               | 27,7               | 27,8               |
| Середній мінімум, °C    | 25,4               | 25,4               | 25,6               | 25,6               | 25,5               | 25,4               | 25,4               | 25,4               | 25,5               | 25,4               | 25,6               | 25,5               | 25,5               |
| Абсолютний мінімум, °C  | 20                 | 21,7               | 21,1               | 21,7               | 21,7               | 21,7               | 21,1               | 21,7               | 20                 | 21,7               | 21,1               | 20,6               | 20                 |
| Норма опадів, мм        | 108                | 80                 | 103                | 179                | 224                | 230                | 256                | 265                | 278                | 302                | 281                | 199                | 2505               |
| Днів з опадами          | 16                 | 13                 | 15                 | 18                 | 20                 | 22                 | 23                 | 24                 | 22                 | 24                 | 23                 | 19                 | 239                |
| Днів з дощем            | 15                 | 13                 | 15                 | 17                 | 21                 | 23                 | 23                 | 23                 | 23                 | 23                 | 23                 | 19                 | 238                |
| ----------------------- | ------------------ | ------------------ | ------------------ | ------------------ | ------------------ | ------------------ | ------------------ | ------------------ | ------------------ | ------------------ | ------------------ | ------------------ | ------------------ |
| Джерело: Weatherbase    |                    |                    |                    |                    |                    |                    |                    |                    |                    |                    |                    |                    |                    |

## Історія
Атол Кваджалейн був важливим культурним осередком Маршаллового народу ланцюга Ралік. У космології островів Маршалла, Кваджалейн був місцем рясного цвітіння дерев Утіломар, і люди з усіх кінців приходили збирати «плоди» цього дерева. Це також історія походження назви Kuwajleen, що може бути похідним від Ri-ruk-Jan-Lin, «люди, які збирають квіти».
Острів Мек — частина атола, відома як випробувальний полігон ПРО, зокрема, у зв'язку з випробуваннями ракет Sprint.